# Чемпионат Уругвая по футболу (Первый любительский дивизион)
Первый любительский дивизион (исп. Liga de Primera División Amateur) — третий по уровню в системе лиг дивизион чемпионата Уругвая по футболу, проводимый под эгидой Ассоциации футбола Уругвая.
Обычно во Второй профессиональный дивизион по итогам сезона переходит только чемпион Первого любительского дивизиона (однако по финансовым причинам иногда команды отказываются от повышения). Де-факто в лиге выступают полу-профессиональные команды. Клубы, выступающие в этой лиге, являются полноправными членами Ассоциации футбола Уругвая, которая и организует эти соревнования наряду с Примерой и Сегундой, в отличие от уровня региональных лиг, которыми руководит Организация футбола Интериора. Большая часть клубов Первого любительского дивизиона выступали в более высших дивизионах Уругвая, включая Примеру.
В прошлом турнир назывался Primera C (Примера C), Segunda B Amateur (Любительская Сегунда B), Любительская лига Метрополитана, Segunda División Amateur (Второй любительский дивизион), Сегунда B Насьональ (Второй национальный дивизион B).

## История
Турнир проводится с 1972 года. Он заменил Дивизион Интермедиа в качестве третьей по уровню лиги в структуре чемпионата Уругвая. Дивизион Интермедиа выполнял эту функцию с 1942 по 1971 год, а с 1915 по 1941 год он был Вторым по уровню дивизионом после Примеры. С 1972 по 2007 год третий дивизион Уругвая назывался сначала Примера C, затем Любительская лига Метрополитана (Liga Metropolitana Amateur). С 2007 по 2016 год третья уругвайская лига называлась Вторым любительским дивизионом (Segunda División Amateur). В 2017 году переименован во Второй национальный дивизион B. С 2019 года носит нынешнее название.
Чаще всего Сегунду B выигрывала «Вилья Эспаньола» — пять раз.
| годы      | Уровни в структуре лиг чемпионата Уругвая | Уровни в структуре лиг чемпионата Уругвая | Уровни в структуре лиг чемпионата Уругвая | Уровни в структуре лиг чемпионата Уругвая |
| --------- | ----------------------------------------- | ----------------------------------------- | ----------------------------------------- | ----------------------------------------- |
| годы      | 1                                         | 2                                         | 3                                         | 4                                         |
| 1900—1902 | Примера                                   |                                           |                                           |                                           |
| 1903—1912 | Примера                                   | Сегунда                                   |                                           |                                           |
| 1913—1914 | Примера                                   | Сегунда                                   | Экстра                                    |                                           |
| 1915—1941 | Примера                                   | Интермедиа                                | Экстра                                    |                                           |
| 1942—1971 | Примера                                   | Сегунда                                   | Интермедиа                                | Экстра                                    |
| 1972—1978 | Примера                                   | Сегунда                                   | Первый любительский                       | Примера D                                 |
| 1972—н.в. | Примера                                   | Сегунда                                   | Первый любительский                       | Регионы                                   |

## Участники сезона 2023
В сезоне 2022 года 14 из 23 команд представляют столицу Уругвая Монтевидео.
1. Альто Перу
2. Артигас
3. Басаньес
4. Вилья-Тереса
5. Вилья Эспаньола
6. Депортиво Колония (Хуан-Лакасе)
7. Дурасно (Дурасно)
8. Канадиан
9. Колон
10. Купер
11. Лос-Альконес
12. Мар-де-Фондо
13. Пайсанду (Пайсанду)
14. Парке-дель-Плата (Парке-дель-Плата)
15. Платенсе
16. Роча
17. Салус
18. Сальто (Сальто)
19. Сентраль Эспаньол
20. Спортиво Уракан
21. Уракан Бусео
22. Эль Танке Сислей

## Список чемпионов
Первый дивизион «C» (Primera División «C»)
- 1972 Салус
- 1973 Вилья Эспаньола
- 1974 Мисьонес
- 1975 Прогресо
- 1976 Ла-Лус
- 1977 Салус (2)
- 1978 Прогресо (2)
- 1979 Универсидад Майор
- 1980 Вилья Эспаньола (2)
- 1981 Платенсе
- 1982 Серрито
- 1983 Уракан
- 1984 Вилья Тереса
- 1985 Спортиво Итальяно
- 1986 Эль Танке Сислей
- 1987 Вилья Эспаньола (3)
- 1988 Колон
- 1989 Басаньес
- 1990 Уракан (2)
- 1991 Феникс
- 1992 Ла-Лус (2)
- 1993 Уругвай Монтевидео
- 1994 Платенсе (2)
- 1995 Хувентуд Лас-Пьедрас

Дивизион любителей (División de Aficionados)
- 1996 Вилья Эспаньола (4)

Столичная любительская лига (Liga Metropolitana Amateur)
- 1997 Эль Танке Сислей (2)
- 1998 Серрито (2)
- 1999 Вилья Тереса (2)
- 2000 Колон (2)
- 2001 Ла-Лус Такуру (3)
- 2002 Уругвай Монтевидео (2)
- 2003 Ла-Лус Такуру (4)
- 2004 Ориенталь
- 2005 Платенсе (3)
- 2006 Бостон Ривер
- 2007 Ориенталь (2)

Второй любительский дивизион (Segunda División Amateur)
- 2008/09 Ориенталь (3)
- 2009/10 Уракан (3)
- 2010/11 Вилья Тереса (3)
- 2011/12 Торке
- 2012/13 Канадиан
- 2013/14 Вилья Эспаньола (5)
- 2014/15 Ориенталь (4)
- 2015/16 Серрито (3)

Второй дивизион B Насьональ (Segunda División B Nacional)
- 2017 Альбион
- 2018 Белья Виста

Первый любительский дивизион (Primera División Amateur)
- 2019 Роча
- 2020 Уругвай Монтевидео (3)
- 2021 Мирамар Мисьонес
- 2022 Такуарембо

## Титулов по клубам
- Вилья Эспаньола — 5
- Ла-Лус — 4
- Ориенталь (Ла-Пас) — 4
- Вилья Тереса — 3
- Платенсе — 3
- Серрито — 3
- Уракан — 3
- Уругвай Монтевидео — 3
- Колон — 2
- Мирамар Мисьонес — 2[3]
- Прогресо — 2
- Салус — 2
- Эль Танке Сислей — 2
- Альбион — 1
- Басаньес — 1
- Белья Виста — 1
- Бостон Ривер — 1
- Канадиан — 1
- Роча (Роча) — 1
- Спортиво Итальяно — 1
- Торке — 1
- Универсидад Майор — 1
- Феникс — 1
- Хувентуд (Лас-Пьедрас) — 1
- Такуарембо — 1

Все клубы из Монтевидео, исключения указаны в скобках.